# ادمون فروتير
ادمون فروتير هو سياسي كندي، ولد في 10 أبريل 1849 في شوديير أبالاش في كندا، وتوفي في 27 يونيو 1921. نشط حزبياً في الحزب الليبرالي الكندي. وقد انتخب عمدة وانتخب عضو مجلس العموم الكندي.